# Antun Labak
Antun Labak (ur. 14 lipca 1970 w Josipovacu) – chorwacki trener piłkarski i piłkarz występujący na pozycji napastnika. Obecnie jest pierwszym trenerem Vihoru Jelisavac.